# 강원특별자치도의 대학 목록
다음은 대한민국 강원특별자치도의 대학 목록이다.
강원특별자치도에 소재한 대학은 11개교, 전문대학은 8개교이다. 이 중 국립 대학은 5개교, 공립 대학 1개교, 사립 대학 13개교가 위치해 있다.

## 역사

### 국·공립 대학
1939년 3월 31일, 춘천시 일대에 현재의 춘천교육대학교인 춘천사범학교가 관립으로 설립되었다. 동년 5월 27일, 삼척시 일대에 과거의 삼척대학교인 삼척직업학교가 공립으로 설립되었다. 이어  1946년 7월 20일, 강릉시 일대에 현재의 국립강릉원주대학교인 강릉사범학교가 공립으로 설립되었다. 이듬해인 1947년 6월 14일, 춘천시 일대에 현재의 강원대학교인 춘천농과대학이 도립으로 설립되었다. 1967년 3월 4일, 원주시 일대에 과거의 원주대학인 원주간호고등기술학교가 공립으로 설립되었다. 1997년 11월 27일, 강릉시 일대에 현재의 강원도립대학교인 강원전문대학이 도립으로 설치되었다.
1978년, 강원대학이 강원특별자치도 소재 대학 중 최초로 종합대학인 강원대학교로 승격되었으며, 1991년, 강릉대학이 마지막으로 종합대학인 강릉대학교로 승격되었다. 1983년, 춘천교육대학이 교육대학 학제 변경에 따라 4년제 학위 기관으로 승격되었다.
이후 2006년 삼척대학교가 강원대학교 삼척캠퍼스로 통합되었고, 2007년 원주대학이 강릉대학교 원주캠퍼스로 통합되어 현재에 이르고 있다.

### 사립 대학
1955년 2월 28일, 강릉시 일대에 현재의 가톨릭관동대학교인 관동대의숙이 사립으로 설립되었다. 동년 6월 10일, 원주시 일대에 현재의 상지대학교인 관서대의숙이 사립으로 설립되었다. 1977년 원주시 일대에 현재의 연세대학교 미래캠퍼스인 연세대학교 의과대학 원주분교가 설치된다. 1980년 11월 3일, 속초시 일대에 과거의 동우대학인 속초경상전문대학이 설립되었다. 1982년 1월 8일, 춘천시 일대에 현재의 한림대학교인 한림대학이 설립되었다. 1992년 3월 12일, 과거의 한중대학교인 동해전문대학이 동해시 일대에 설립되었다. 1994년 11월 17일, 현재의 한라대학교인 한라공업전문대학이 원주시 일대에 설립되었다.
1988년, 관동대학이 강원특별자치도 소재 대학 중 두 번째로 종합대학인 관동대학교로 승격되었지만, 2014년 8월 31일, 폐교 후 다음 날 가톨릭관동대학교로 다시 개교한다. 이듬해인 1989년, 상지대학과 한림대학이 각각 종합대학인 상지대학교와 한림대학교로 승격되었다.
이후 2013년, 동우대학이 경동대학교 속초캠퍼스로 통합되었고, 2020년 상지영서대학교가 상지대학교에 통합되었다. 2018년, 한중대학교가 강원특별자치도 소재 대학 중 최초로 이후 후계 기관 없이 폐교되었다.

## 대학
| 학교                          | 학교                          | 구분         | 설립 | 위치   | 비고         |
| ----------------------------- | ----------------------------- | ------------ | ---- | ------ | ------------ |
| 국립강릉원주대학교            | 강릉캠퍼스                    | 국립         | 1946 | 강릉시 | 종합대학     |
| 국립강릉원주대학교            | 원주캠퍼스                    | 국립         | 1967 | 원주시 | 종합대학     |
| 강원대학교                    | 춘천캠퍼스                    | 국립         | 1947 | 춘천시 | 종합대학     |
| 강원대학교                    | 삼척캠퍼스                    | 국립         | 1939 | 삼척시 | 종합대학     |
| 서울대학교 국제농업기술대학원 | 서울대학교 국제농업기술대학원 | 국립대학법인 | 2014 | 평창군 | 전문대학원   |
| 춘천교육대학교                | 춘천교육대학교                | 국립         | 1939 | 춘천시 | 교육대학     |
| 한국방송통신대학교            | 강원지역대학                  | 국립         |      | 춘천시 | 방송통신대학 |
| 가톨릭관동대학교              | 가톨릭관동대학교              | 사립         | 1955 | 강릉시 |              |
| 경동대학교                    | 메디컬캠퍼스                  | 사립         | 2013 | 원주시 |              |
| 경동대학교                    | 글로벌캠퍼스                  | 사립         | 1996 | 고성군 |              |
| 경동대학교                    | 글로벌캠퍼스                  | 사립         | 1980 | 속초시 |              |
| 상지대학교                    | 상지대학교                    | 사립         | 1955 | 원주시 | 종합대학     |
| 연세대학교 미래캠퍼스         | 연세대학교 미래캠퍼스         | 사립         | 1977 | 원주시 | 분교         |
| 한라대학교                    | 한라대학교                    | 사립         | 1994 | 원주시 |              |
| 한림대학교                    | 한림대학교                    | 사립         | 1982 | 춘천시 | 종합대학     |

### 전문대학
| 학교              | 구분 | 설립 | 위치                   | 비고     |
| ----------------- | ---- | ---- | ---------------------- | -------- |
| 강원도립대학교    | 공립 | 1997 | 강릉시                 |          |
| 강릉영동대학교    | 사립 | 1963 | 강릉시                 |          |
| 세경대학교        | 사립 | 1993 | 영월군                 |          |
| 송곡대학교        | 사립 | 2002 | 춘천시                 |          |
| 송호대학교        | 사립 | 2000 | 횡성군                 |          |
| 한국골프대학교    | 사립 | 2010 | 횡성군                 |          |
| 한국폴리텍III대학 | 사립 | 2006 | 춘천시, 강릉시, 원주시 | 기능대학 |
| 한림성심대학교    | 사립 | 1939 | 춘천시                 |          |

## 폐교
| 학교           | 구분 | 설립 | 폐교 | 위치   | 경과                          | 비고     |
| -------------- | ---- | ---- | ---- | ------ | ----------------------------- | -------- |
| 강원관광대학교 | 사립 | 1994 | 2024 | 태백시 |                               | 전문대학 |
| 동우대학       | 사립 | 1980 | 2013 | 속초시 | 경동대학교 글로벌캠퍼스       | 전문대학 |
| 삼척대학교     | 국립 | 1939 | 2006 | 삼척시 | 강원대학교 삼척캠퍼스         | 산업대학 |
| 상지영서대학교 | 사립 | 1973 | 2020 | 원주시 | 상지대학교                    | 전문대학 |
| 원주대학       | 국립 | 1967 | 2007 | 원주시 | 국립강릉원주대학교 원주캠퍼스 | 전문대학 |
| 한중대학교     | 사립 | 1991 | 2018 | 동해시 |                               | 대학     |

## 같이 보기
- 대한민국의 대학 목록
- 경기도의 대학 목록
- 충청북도의 대학 목록
- 경상북도의 대학 목록